# Thyridanthrax polyphemus
Thyridanthrax polyphemus är en tvåvingeart som först beskrevs av Christian Rudolph Wilhelm Wiedemann 1820.  Thyridanthrax polyphemus ingår i släktet Thyridanthrax och familjen svävflugor. Inga underarter finns listade i Catalogue of Life.